# Verstaatlichung der Banken in Russland 1917
Die Verstaatlichung der Banken in Russland 1917 war eine entschädigungslose Enteignung während der Oktoberrevolution  von Banken, deren Eigentümer zu einem Drittel über Staatsbürgerschaften anderer Staaten verfügten.

## Hintergrund
Während des Ersten Weltkriegs schwächte sich die Position der Staatsbank des Russischen Reiches gegenüber den Geschäftsbanken des Russischen Reiches ab. Der Goldstandard, der von der Staatsbank emittierten Rubel sank auf den 10,5-Teil. Geschäftsbanken engagierten sich im lukrativen Lebensmittelhandel.
Die ersten Dekrete des Petrograder Sowjet zu den Themen: Land, Organisation der Arbeiterkontrolle, Verstaatlichung von: Banken, Industrieunternehmen und der Handelsflotte, zielten auf einen gesellschaftlichen Wandel der russischen Wirtschaft.

## Geschichte

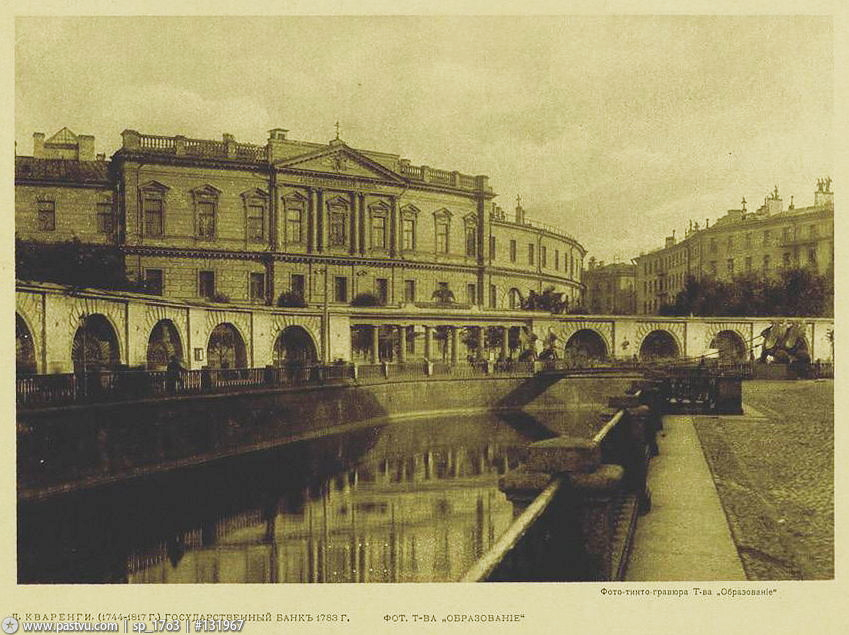
Das Gebäude der Staatsbank vom Ekaterininsky-Kanal. 1783-1790 von Giacomo Quarenghi für die State Assignment Bank erbaut.

Um 6.00 Uhr des 25.jul. / 7. November 1917greg. besetzten 40 Matrosen der benachbarten Garde-Marinemannschaft das Gebäude der Staatsbank des Russischen Reiches. Wenige Stunden später forderten Vertreter des Militärischen Revolutionskomitees die Bereitstellung von Geldern. Als Reaktion stellte die Zentrale der Staatsbank vom 8. bis 23. November 1917 den Kundenverkehr ein übte aber ihre Funktionen: Die Emission von 610 Millionen Rubel und das Verteilen von 459 Millionen Rubel an ihre Filialen weiter aus. Der Antrag der Bolschewiki, ein Konto zu eröffnen, wurde abgelehnt. Die Bank bediente nur vom Finanzministerium ausgestellte Dokumente. Die Verhaftung des Bankdirektors Iwan Schipow änderte nichts an der Situation.
Mit dem Erlass des Rat der Volkskommissare der RSFSR vom 25.jul. / 8. Dezember 1917greg. wurden die Banken enteignet und die Staatsbank des Russischen Reiches abgeschafft.
34 % der Banken in Russland waren im Eigentum von Personen mit Staatsbürgerschaften anderer Staaten, deshalb führte die entschädigungslose Enteignung von Banken in Russland zum Abbruch der diplomatischen Beziehungen mit zahlreichen Regierungen.
Die Enteignung begründete neue Eigentumsverhältnisse in Sowjetrussland. Der Einfluss von ausländischem Kapital auf Industrie wie in Russland war über Banken nicht mehr möglich.

## Folgen

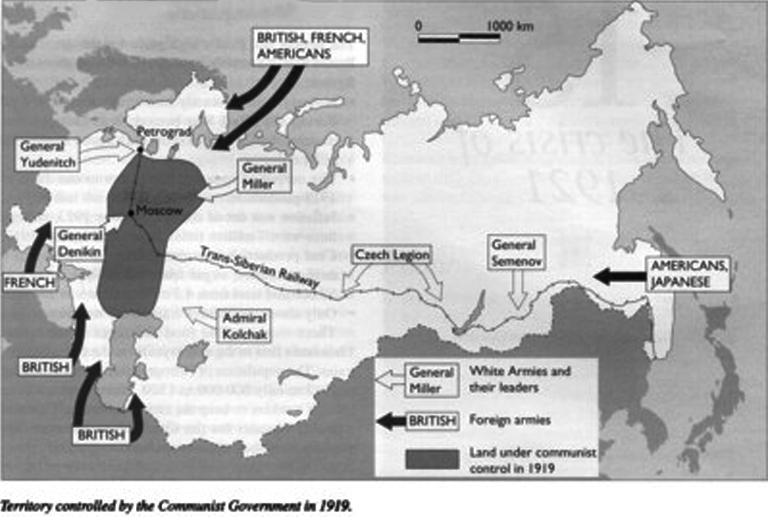
Intervention alliée pendant la guerre civile russe

- Sowjetrussland wurde außenpolitischer Paria
- Unter dem Vorwand der Evakuierung der Tschechoslowakische Legionen besetzen britische, französische und japanische Interventionstruppen sowie die American Expeditionary Force Siberia im Russischen Bürgerkrieg die Häfen von Odessa, Wladiwostok, Murmansk und Archangelsk.
- Investitionsschutzabkommen werden Voraussetzung für diplomatische Beziehungen.[8]